# Mirko Valdifiori
Mirko Valdifiori (Lugo, 21 aprile 1986) è un allenatore di calcio ed ex calciatore italiano, di ruolo centrocampista, collaboratore tecnico della nazionale maltese.

## Biografia
Suo padre Nevio è stato a sua volta un calciatore professionista negli anni '70 e '80, e più recentemente allenatore nelle categorie minori.
Impegnato nel sociale, partecipa ad iniziative di sensibilizzazione alle emozioni quotidiane in oncologia.

## Caratteristiche tecniche
(Maurizio Sarri.)
Prediligeva giocare davanti alla difesa preferibilmente in un centrocampo a tre, era un regista abile a dettare i tempi di gioco. Calciava bene punizioni e corner ed era abile nel servire assist ai compagni, mentre la conclusione in porta non era un'abilità del suo repertorio. Il suo modello era Andrea Pirlo.

## Carriera

### Giocatore

#### Club

##### Gli inizi
Nato a Lugo ma da sempre residente a Russi, gioca nelle giovanili del Cesena. Esordisce con i romagnoli in Serie B nel 2004. Con la maglia bianconera totalizza 3 presenze, tutte in Serie B, dal 2004 al 2006. Nella stagione 2006-2007 passa in prestito al Pavia dove colleziona 24 presenze nel campionato di Serie C1. La stagione successiva veste la maglia del Legnano, sempre in Serie C1, dove raccoglie 17 presenze.

##### Empoli
Nell'estate del 2008 passa all'Empoli per 500 000 euro. Esordisce con la maglia dei toscani il 17 agosto durante la partita di Coppa Italia contro l'Ancona. Nel corso della sua prima stagione all'Empoli mette in mostra tutte le sue qualità da regista e si guadagna in pochissimo tempo un posto da titolare nel centrocampo della squadra azzurra. Nella stagione seguente realizza il suo primo gol da professionista il 28 novembre 2009, nella sfida del campionato di Serie B contro il Cesena, siglando il definitivo 2-0.
Nelle successive stagioni si conquista la fiducia dell'ambiente empolese vestendo, in alcune occasioni, la fascia di capitano e diventando una bandiera della squadra toscana. L'8 aprile 2011, nella partita casalinga pareggiata 0-0 contro il Novara, festeggia la sua 100ª presenza con la maglia dell'Empoli. Nella stagione 2011-2012 è vittima di alcuni infortuni, ma contribuisce comunque alla salvezza dell'Empoli, vittoriosa sul Vicenza nei play-out.
Nella stagione 2012-2013 gioca complessivamente 38 presenze segnando 1 gol (direttamente da calcio d'angolo contro il Cesena), contribuendo all'ottima stagione della squadra toscana, qualificata ai play-off per la Serie A. Dopo aver battuto il Novara in semifinale, l'Empoli pareggia 1-1 in casa e perde 1-0 in trasferta contro il Livorno, perdendo per un soffio la promozione in massima serie.
Nella stagione 2013-2014, disputando il suo miglior campionato con l'Empoli, riesce a conquistare per la prima volta in carriera la promozione in Serie A. Esordisce in massima serie il 31 agosto 2014, a 28 anni, nella gara contro l'Udinese, terminata 2-0 per i friulani. Il 10 ottobre 2014 prolunga il suo contratto con l'Empoli fino al 2017. La prima annata in Serie A segna la consacrazione di Valdifiori, che, grazie alle ottime prestazioni in campo, riceve per la prima volta la convocazione in Nazionale.
È il sesto giocatore con più presenze con la maglia dell'Empoli, avendo collezionato complessivamente 255 presenze e 4 gol in 7 stagioni.

##### Napoli
Il 20 giugno 2015 viene ufficializzato il suo passaggio al Napoli per 5,5 milioni di euro; il giocatore firma un contratto quadriennale da 800.000 euro all'anno. Fa il suo esordio in maglia azzurra a Reggio Emilia il 23 agosto 2015 nella prima partita della stagione 2015-2016 contro il Sassuolo, terminata 2-1 per la squadra neroverde. L'esordio casalingo invece arriva nel secondo incontro di campionato contro la Sampdoria, chiusosi 2-2. Il 1º ottobre fa il suo debutto in Europa League a Varsavia nella partita tra Napoli e Legia Varsavia, valevole per la seconda giornata del girone e terminata con una vittoria per 2-0. Chiuso nel suo ruolo da Jorginho, colleziona 15 presenze stagionali, di cui 6 in campionato.

##### Torino
Il 31 agosto 2016, dopo aver disputato da titolare con il Napoli la prima giornata di campionato, viene acquistato a titolo definitivo dal Torino per 3,5 milioni di euro. Nella sua prima stagione in granata gioca con discreta continuità, salvo poi perdere i galloni della titolarità nel campionato 2017/2018, in cui colleziona solo 13 presenze in Serie A e 2 in Coppa Italia. Lascia i granata dopo due stagioni, accumulando 40 presenze complessive senza mai trovare la via del gol.

##### S.P.A.L.
Il 16 agosto 2018 passa alla SPAL a titolo definitivo, firmando un contratto di due anni con opzione per il terzo. Esordisce in biancazzurro alla prima di campionato, vinta dai ferraresi per una rete a zero sul campo del Bologna, subentrando al compagno Jasmin Kurtic. In due stagioni mette insieme in tutto 37 presenze.

##### Pescara e Vis Pesaro
L'8 settembre 2020 viene tesserato dal Pescara, con cui firma un contratto biennale. Il 14 gennaio 2022 si svincola dal club abruzzese.
Il 12 novembre dello stesso anno si accorda con la Vis Pesaro, squadra militante in Serie C, con la quale conquista a fine stagione la salvezza diretta. Nel corso dell'estate 2023, rinnova il contratto con i biancorossi fino al 30 giugno 2024.

#### Nazionale
Il 21 marzo 2015 viene convocato dal Commissario tecnico della Nazionale italiana, Antonio Conte, per le gare contro Bulgaria e Inghilterra del 28 e 31 marzo seguente. Debutta il 31 marzo 2015 nell'amichevole Italia-Inghilterra 1-1, giocando da titolare e venendo sostituito al minuto 67 da Marco Verratti.

### Allenatore
Intrapresa la carriera da allenatore, il 14 gennaio 2025 viene ufficializzato il suo ingresso nello staff tecnico della nazionale maltese del neo commissario tecnico Emilio De Leo, con il ruolo di collaboratore tecnico.

## Statistiche

### Presenze e reti nei club
| Stagione          | Squadra           | Campionato        | Campionato | Campionato | Coppe nazionali | Coppe nazionali | Coppe nazionali | Coppe continentali | Coppe continentali | Coppe continentali | Altre coppe | Altre coppe | Altre coppe | Totale | Totale | Totale |
| Stagione          | Squadra           | Comp              | Pres       | Reti       | Comp            | Pres            | Reti            | Comp               | Pres               | Reti               | Comp        | Pres        | Reti        | Pres   | Reti   |        |
| ----------------- | ----------------- | ----------------- | ---------- | ---------- | --------------- | --------------- | --------------- | ------------------ | ------------------ | ------------------ | ----------- | ----------- | ----------- | ------ | ------ | ------ |
| 2004-2005         | Cesena            | B                 | 2          | 0          | CI              | 0               | 0               | -                  | -                  | -                  | -           | -           | -           | 2      | 0      |        |
| 2005-2006         | Cesena            | B                 | 1          | 0          | CI              | 0               | 0               | -                  | -                  | -                  | -           | -           | -           | 1      | 0      |        |
| Totale Cesena     | Totale Cesena     | Totale Cesena     | 3          | 0          |                 | 0               | 0               |                    | -                  | -                  |             | -           | -           | 3      | 0      |        |
| 2006-2007         | Pavia             | C1                | 24         | 0          | CI              | 1               | 0               | -                  | -                  | -                  | -           | -           | -           | 25     | 0      |        |
| 2007-2008         | Legnano           | C1                | 17         | 0          | CI              | 0               | 0               | -                  | -                  | -                  | -           | -           | -           | 17     | 0      |        |
| 2008-2009         | Empoli            | B                 | 28+2       | 0          | CI              | 2               | 0               | -                  | -                  | -                  | -           | -           | -           | 32     | 0      |        |
| 2009-2010         | Empoli            | B                 | 34         | 1          | CI              | 2               | 0               | -                  | -                  | -                  | -           | -           | -           | 36     | 1      |        |
| 2010-2011         | Empoli            | B                 | 36         | 2          | CI              | 2               | 0               | -                  | -                  | -                  | -           | -           | -           | 38     | 2      |        |
| 2011-2012         | Empoli            | B                 | 23+2       | 0          | CI              | 2               | 0               | -                  | -                  | -                  | -           | -           | -           | 27     | 0      |        |
| 2012-2013         | Empoli            | B                 | 37+4       | 1          | CI              | 1               | 0               | -                  | -                  | -                  | -           | -           | -           | 42     | 1      |        |
| 2013-2014         | Empoli            | B                 | 40         | 0          | CI              | 2               | 0               | -                  | -                  | -                  | -           | -           | -           | 42     | 0      |        |
| 2014-2015         | Empoli            | A                 | 36         | 0          | CI              | 2               | 0               | -                  | -                  | -                  | -           | -           | -           | 38     | 0      |        |
| Totale Empoli     | Totale Empoli     | Totale Empoli     | 234+8      | 4          |                 | 13              | 0               |                    | -                  | -                  |             | -           | -           | 255    | 4      |        |
| 2015-2016         | Napoli            | A                 | 6          | 0          | CI              | 2               | 0               | UEL                | 7                  | 0                  | -           | -           | -           | 15     | 0      |        |
| lug.-ago. 2016    | Napoli            | A                 | 1          | 0          | CI              | 0               | 0               | -                  | -                  | -                  | -           | -           | -           | 1      | 0      |        |
| Totale Napoli     | Totale Napoli     | Totale Napoli     | 7          | 0          |                 | 2               | 0               |                    | 7                  | 0                  |             | -           | -           | 16     | 0      |        |
| ago. 2016-2017    | Torino            | A                 | 24         | 0          | CI              | 1               | 0               | -                  | -                  | -                  | -           | -           | -           | 25     | 0      |        |
| 2017-2018         | Torino            | A                 | 13         | 0          | CI              | 2               | 0               | -                  | -                  | -                  | -           | -           | -           | 15     | 0      |        |
| Totale Torino     | Totale Torino     | Totale Torino     | 37         | 0          |                 | 3               | 0               |                    | -                  | -                  |             | -           | -           | 40     | 0      |        |
| 2018-2019         | SPAL              | A                 | 15         | 0          | CI              | 1               | 0               | -                  | -                  | -                  | -           | -           | -           | 16     | 0      |        |
| 2019-2020         | SPAL              | A                 | 22         | 0          | CI              | 0               | 0               | -                  | -                  | -                  | -           | -           | -           | 22     | 0      |        |
| Totale Spal       | Totale Spal       | Totale Spal       | 37         | 0          |                 | 1               | 0               |                    | -                  | -                  |             | -           | -           | 38     | 0      |        |
| 2020-2021         | Pescara           | B                 | 27         | 0          | CI              | 1               | 0               | -                  | -                  | -                  | -           | -           | -           | 28     | 0      |        |
| 2021-2022         | Pescara           | C                 | 0          | 0          | CI-C            | 2               | 0               | -                  | -                  | -                  | -           | -           | -           | 2      | 0      |        |
| Totale Pescara    | Totale Pescara    | Totale Pescara    | 27         | 0          |                 | 3               | 0               |                    | -                  | -                  |             | -           | -           | 30     | 0      |        |
| nov. 2022-2023    | Vis Pesaro        | C                 | 22         | 0          | CI-C            | 0               | 0               | -                  | -                  | -                  | -           | -           | -           | 22     | 0      |        |
| 2023-2024         | Vis Pesaro        | C                 | 23+1       | 0          | CI-C            | 2               | 0               | -                  | -                  | -                  | -           | -           | -           | 26     | 0      |        |
| Totale Vis Pesaro | Totale Vis Pesaro | Totale Vis Pesaro | 45+1       | 0          |                 | 2               | 0               |                    | -                  | -                  |             | -           | -           | 48     | 0      |        |
| Totale carriera   | Totale carriera   | Totale carriera   | 440        | 4          |                 | 25              | 0               |                    | 7                  | 0                  |             | -           | -           | 472    | 4      |        |

### Cronologia presenze e reti in nazionale
| Cronologia completa delle presenze e delle reti in nazionale ― Italia | Cronologia completa delle presenze e delle reti in nazionale ― Italia | Cronologia completa delle presenze e delle reti in nazionale ― Italia | Cronologia completa delle presenze e delle reti in nazionale ― Italia | Cronologia completa delle presenze e delle reti in nazionale ― Italia | Cronologia completa delle presenze e delle reti in nazionale ― Italia | Cronologia completa delle presenze e delle reti in nazionale ― Italia | Cronologia completa delle presenze e delle reti in nazionale ― Italia |
| Data                                                                  | Città                                                                 | In casa                                                               | Risultato                                                             | Ospiti                                                                | Competizione                                                          | Reti                                                                  | Note                                                                  |
| --------------------------------------------------------------------- | --------------------------------------------------------------------- | --------------------------------------------------------------------- | --------------------------------------------------------------------- | --------------------------------------------------------------------- | --------------------------------------------------------------------- | --------------------------------------------------------------------- | --------------------------------------------------------------------- |
| 31-3-2015                                                             | Torino                                                                | Italia                                                                | 1 – 1                                                                 | Inghilterra                                                           | Amichevole                                                            | -                                                                     | 67’                                                                   |
| Totale                                                                |                                                                       | Presenze                                                              | 1                                                                     |                                                                       | Reti                                                                  | 0                                                                     |                                                                       |